# Třída Drake
Třída Drake byla třída pancéřových křižníků Britského královského námořnictva. Celkem byly postaveny čtyři jednotky této třídy. Ve službě byly v letech 1902–1920. Účastnily se první světové války. Dvě jednotky byly ve válce potopeny. Ostatní byly vyřazeny roku 1920.

## Stavba
Stavba čtyř pancéřových křižníků této třídy byla objednána v rámci stavebního programu pro roky 1898/1899. Třída Drake byla vylepšenou a zvětšenou verzí předchozí třídy Cressy. Oproti třídě Cressy měla o 3000 tun větší výtlak, díky silnějšímu pohonnému systému dosahovala o dva uzly vyšší rychlosti a její výzbroj byla posílena o čtyři 152mm kanóny. Jejich stavba proběhla v letech 1899–1903.
Jednotky třídy Cressy:
| Jméno                 | Loděnice              | Založení kýlu      | Spuštěna         | Vstup do služby   | Poznámka                                             |
| --------------------- | --------------------- | ------------------ | ---------------- | ----------------- | ---------------------------------------------------- |
| Drake                 | Pembroke Dockyard     | 24. dubna 1899     | 5. března 1901   | 13. ledna 1903    | Dne 2. října 1917 potopen německou ponorkou SM U 79. |
| Good Hope (ex Arfica) | Fairfield, Govan      | 11. září 1899      | 21. února 1901   | 8. listopadu 1902 | Dne 1. listopadu 1914 potopen v bitvě u Coronelu.    |
| King Alfred           | Vickers, Barrow       | 11. srpna 1899     | 28. října 1901   | 22. prosince 1903 | Prodán do šrotu 1920.                                |
| Leviathan             | John Brown, Clydebank | 30. listopadu 1899 | 3. července 1901 | 16. června 1903   | Prodán do šrotu 1920.                                |

## Konstrukce

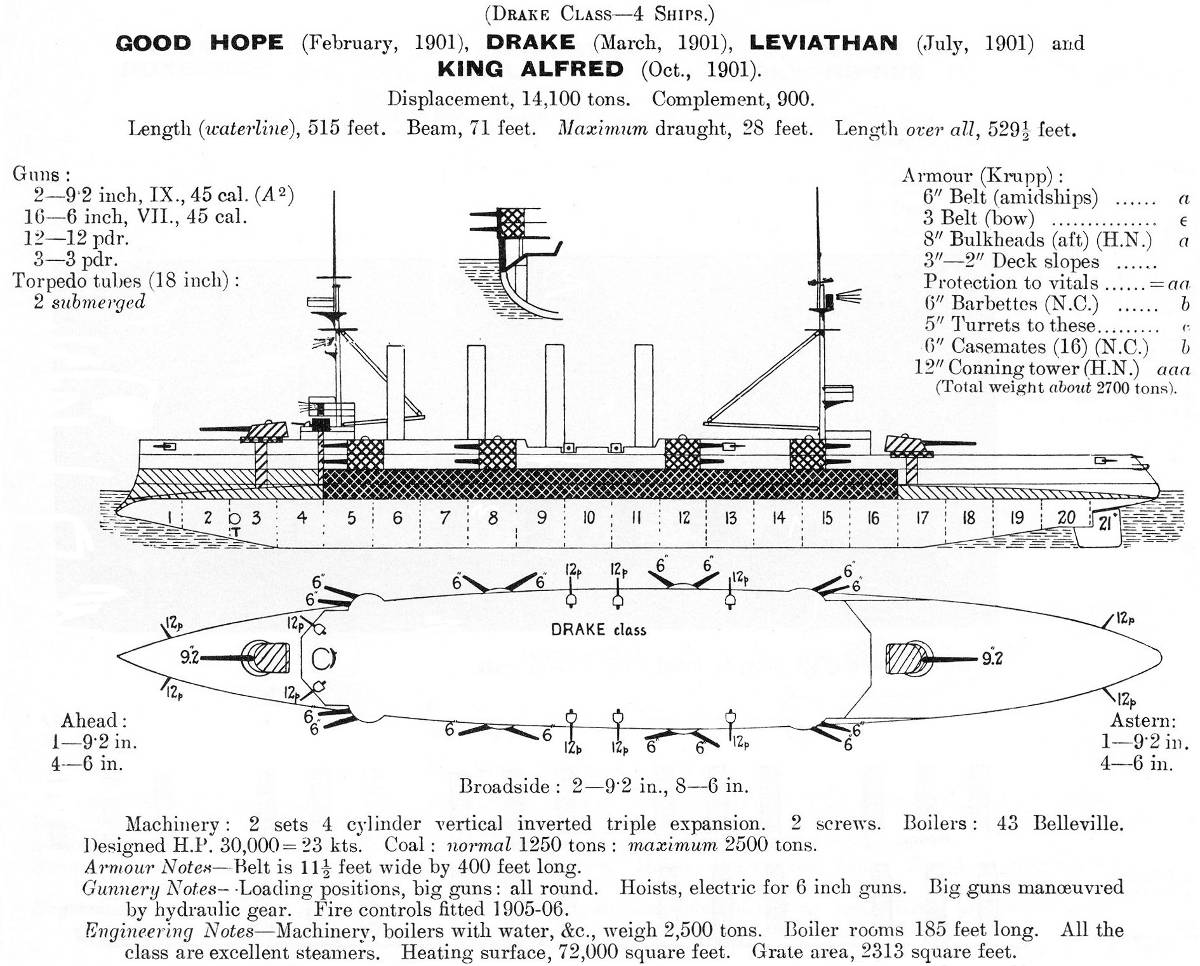
Základní uspořádání třídy

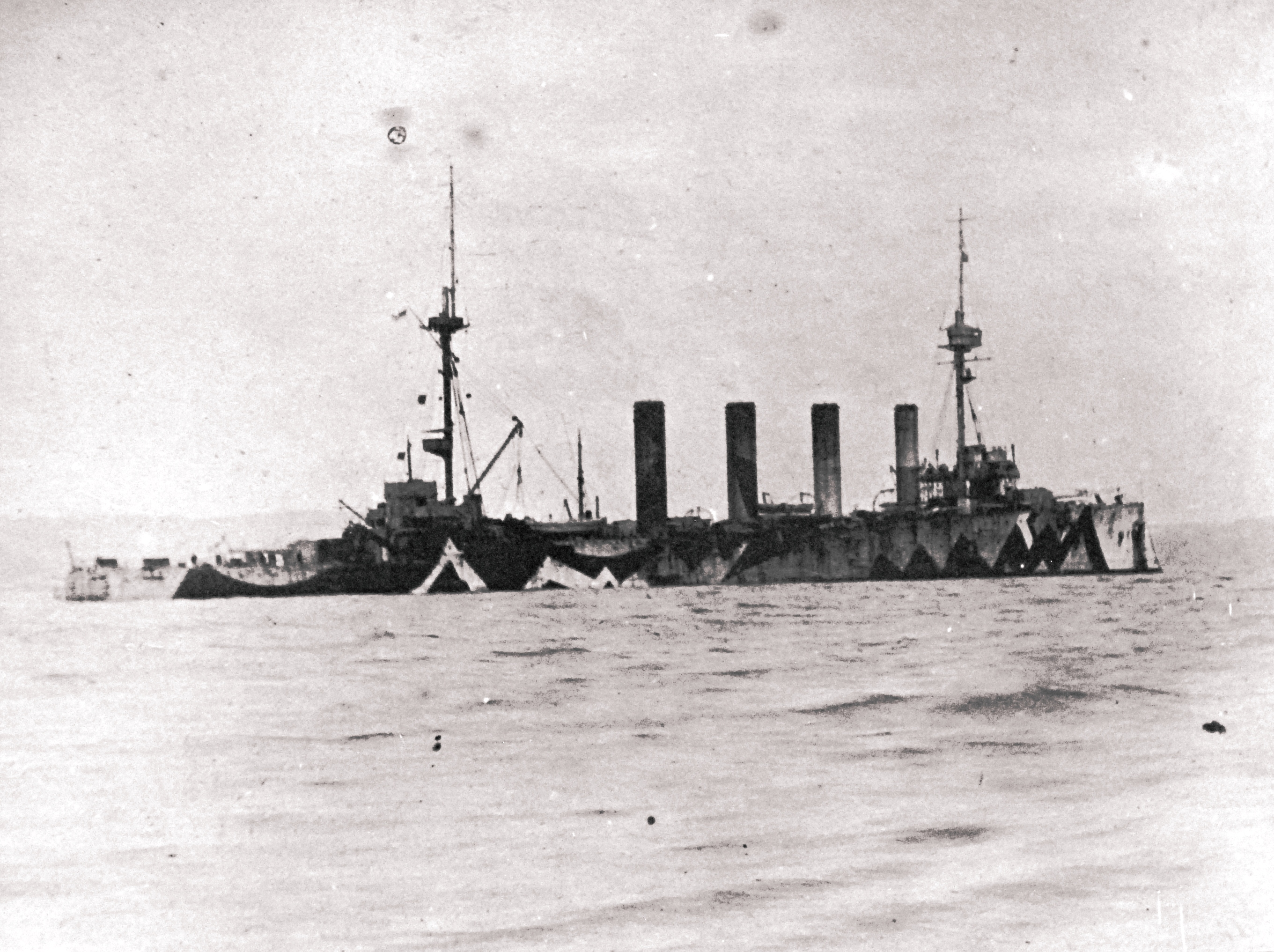
Pancéřový křižník HMS King Alfred poškozený minou

Hlavní výzbroj představovaly dva 234mm kanóny v jednodělových věžích na přídi a na zádi, které doplňovalo šestnáct 152mm kanónů střední ráže v kasematech. Doplňovalo je čtrnáct 76mm kanónů, tři 47mm kanóny a dva 305mm torpédomety. Pohonný systém tvořilo 43 kotlů Belleville a dva čtyřválcové parní stroje s trojnásobnou expanzí, o výkonu 30 000 ihp, pohánějící dva lodní šrouby. Nejvyšší rychlost dosahovala 23 uzlů.

## Osudy
V mírově službě byly křižníky třídy Drake často využívány jako vlajkové lodě křižníkových eskader. Respekt přitom vzbuzovaly už svými rozměry. Ve službě prokázaly dobré výkony a značnou vytrvalost při plavbě vysokou rychlostí.
Všechny čtyři křižníky třídy Drake se účastnily bojů první světové války, přičemž dva byly ve válce potopeny. Good Hope byl vlajkovou lodí admirála Cradocka v bitvě u Coronelu dne 1. listopadu 1914. Byl potopen palbou německých pancéřových křižníků SMS Scharnhorst a SMS Gneisenau, přičemž se potopil s celou posádkou 900 mužů včetně kontradmirála Craddocka.
Pancéřový křižník Drake potopila 2. října 1917 německá ponorka SM U 79. Křižník King Alfred byl v dubnu roku 1918 poškozen minou (možná torpédem) a do aktivní služby se již nevrátil. King Alfred a Leviathan byly v roce 1920 prodány do šrotu.